# Squash aux Jeux mondiaux
Le squash fait partie des Jeux mondiaux depuis 1997 et participe à chaque édition à l'exception de 2001.

## Tableau des médailles
| Rang  | Nation           | Or | Argent | Bronze | Total |
| ----- | ---------------- | -- | ------ | ------ | ----- |
| 1     | France           | 3  | 3      | 3      | 9     |
| 2     | Malaisie         | 3  | 0      | 2      | 5     |
| 3     | Royaume-Uni      | 2  | 2      | 3      | 7     |
| 4     | Allemagne        | 1  | 2      | 0      | 3     |
| 5     | Australie        | 1  | 1      | 0      | 2     |
| 6     | Égypte           | 1  | 0      | 2      | 3     |
| 7     | Belgique         | 1  | 0      | 0      | 1     |
| 8     | Pays-Bas         | 0  | 2      | 0      | 2     |
| 9     | Irlande          | 0  | 1      | 0      | 1     |
| =     | Hong Kong        | 0  | 1      | 0      | 1     |
| 11    | Colombie         | 0  | 0      | 2      | 2     |
| 12    | Canada           | 0  | 0      | 1      | 1     |
| =     | Nouvelle-Zélande | 0  | 0      | 1      | 1     |
| Total | Total            | 12 | 12     | 14     | 38    |

## Médaillés

### Hommes
| Édition | Lieu       | Or                     | Argent                | Bronze                                   |
| ------- | ---------- | ---------------------- | --------------------- | ---------------------------------------- |
| 1997    | Lahti      | Ahmed Barada (EGY)     | Derek Ryan (IRL)      | Graham Ryding (CAN)                      |
| 2001    | Akita      | Pas d'épreuve          | Pas d'épreuve         | Pas d'épreuve                            |
| 2005    | Duisbourg  | Peter Nicol (GBR)      | Thierry Lincou (FRA)  | Nick Matthew (GBR) James Willstrop (GBR) |
| 2009    | Kaohsiung  | Nick Matthew (GBR)     | James Willstrop (GBR) | Mohd Azlan Iskandar (MAS)                |
| 2013    | Cali       | Grégory Gaultier (FRA) | Simon Rösner (GER)    | Miguel Ángel Rodríguez (COL)             |
| 2017    | Wrocław    | Simon Rösner (GER)     | Grégoire Marche (FRA) | Mathieu Castagnet (FRA)                  |
| 2022    | Birmingham | Victor Crouin (FRA)    | Grégoire Marche (FRA) | Miguel Ángel Rodríguez (COL)             |

### Femmes
| Édition | Lieu       | Or                      | Argent                | Bronze                                      |
| ------- | ---------- | ----------------------- | --------------------- | ------------------------------------------- |
| 1997    | Lahti      | Sarah Fitz-Gerald (AUS) | Sabine Schöne (GER)   | Leilani Joyce (NZL)                         |
| 2001    | Akita      | Pas d'épreuve           | Pas d'épreuve         | Pas d'épreuve                               |
| 2005    | Duisbourg  | Nicol David (MAS)       | Rachael Grinham (AUS) | Omneya Abdel Kawy (EGY) Linda Elriani (GBR) |
| 2009    | Kaohsiung  | Nicol David (MAS)       | Natalie Grinham (NED) | Omneya Abdel Kawy (EGY)                     |
| 2013    | Cali       | Nicol David (MAS)       | Natalie Grinham (NED) | Camille Serme (FRA)                         |
| 2017    | Wrocław    | Camille Serme (FRA)     | Joey Chan (HKG)       | Nicol David (MAS)                           |
| 2022    | Birmingham | Tinne Gilis (BEL)       | Lucy Beecroft (GBR)   | Coline Aumard (FRA)                         |

## Nations participantes
Un total de 45 nations ont participé aux épreuves de squash des Jeux mondiaux :
| - Argentine (1) - Australie (6) - Autriche (2) - Brésil (2) - Îles Vierges britanniques (1) - Canada (5) - Taipei chinois (1) - Colombie (3) - Danemark (1) - Équateur (1) - Égypte (4) - Espagne (4) | - Finlande (2) - France (5) - Allemagne (6) - Grande Bretagne (6) - Guatemala (1) - Guyana (1) - Hong Kong (3) - Hongrie (5) - Inde (2) - Irlande (3) - Italie (1) - Japon (4) - Jamaïque (1) - Koweït (1) - Lettonie (1) | - Malaisie (4) - Mexico (4) - Pays-Bas (3) - Nouvelle-Zélande (2) - Pakistan (1) - Pérou (3) - Pologne (2) - Russie (2) - Afrique du Sud (2) - Corée du Sud (1) - Suisse (2) - Ukraine (2) - États-Unis (4) |